# 맷 매코이
맷 매코이(영어: Matt McCoy, 1958년 5월 20일 ~ )는 미국의 배우, 각본가, 영화 제작자이다.
워싱턴 D.C.에서 태어났다.

## 출연 작품
- 아이스 로드 (2021년) - GM 조지 시클 역
- 메모리아 (2015년) - 해리 굿맨 역
- 본 투 레이스 (2011년)
- 어바머너블 (2006년)
- 리바운드 (2005년)
- 허프 (2004년)
- 내셔널 시큐리티 (2003년) - 로버트 바튼 역
- 베토벤 4 (2001년)
- 우정의 스트라이크 (2000년)
- 캔트 비 헤븐 (2000년)
- 풋내기 (2000년) - 게리 도허티 역
- 레인저스 (2000년)
- 패스포트 투 파리 (1999년)
- 데인저러스 리버 (1999년)
- 카마수트라 2 - 몬순 (1998년)
- 빅스카이 마을의 악몽 (1998년)
- 아포칼립스 (1997년)
- 리틀 빅풋 (1997년)
- LA 컨피덴셜 (1997년) - 브렛 체이스 역
- 마이 선 이즈 이노센트 (1996년)
- 스틱스 & 스톤즈 (1996년)
- 어썰트 타겟 (1996년)
- 하드 바운티 (1995년)
- 요람을 흔드는 손 2 (1995, Im Sog des Bösen)
- 아이를 빌려드립니다 (1995년)
- 패스트 머니 (1995년)
- 메모리 런 (1995년)
- 빅풋: 언포게터블 인카운터 (1994년)
- 하드 드라이브 (1994년)
- 소프트 킬 (1994년)
- 베일 속의 음모 (1994년)
- 달콤한 욕정 (1994년)
- 스캔들 (1994년)
- 사무라이 카우보이 (1993년)
- 윈드 댄서 (1993년)
- 의혹의 시간 (1993년)
- 화이트 울프 (1993, White Wolves: A Cry in the Wild II)
- 스냅드래곤 (1993년)
- 양들의 반란 (1992년)
- 요람을 흔드는 손 (1992년) - 마이클 바텔 역
- 기적의 활주로 (1989년)
- 폴리스 아카데미 6 (1989년)
- 딥 식스 (1989년)
- 폴리스 아카데미 5 - 마이애미 비치 임무 (1988년)
- 팜스프링스의 청춘 (1985년)

### 텔레비전
- 사인펠드 (1995)
- 카니발 (2003-05)